# Utelle
Utelle település Franciaországban, Alpes-Maritimes megyében. Lakosainak száma 824 fő (2022. január 1.). Utelle Bonson, Clans, Duranus, Lantosque, Levens, Lucéram, Malaussène, Revest-les-Roches, La Tour, Tournefort és Venanson községekkel határos.

## Népesség
A település népessége az elmúlt években az alábbi módon változott:
| Lakosok száma | 516  | 398  | 456  | 660  | 793  | 832  | 873  | 867  | 863  | 824  |
|               | 1968 | 1982 | 1990 | 2006 | 2013 | 2015 | 2017 | 2019 | 2020 | 2022 |